# Anabaena
Anabaena és un gènere de cianobacteris filamentosos (abans anomenats algues blaves) que es troben al plàncton. És abundant en aigua dolça tot i que també es troba en aigua marina. Es caracteritzen pel fet que fan la fixació del nitrogen i estableixen relacions simbiòtiques amb plantes com les falgueres. Són un dels quatre gèneres de cianobacteris que produeixen neurotoxines.
El genoma d'un Anabaena va ser seqüenciat el 1999, està format per 7,2 milions de parells de bases. L'estudi es va centrar en els heterocists, que s'encarreguen de convertir el nitrogen en amoníac. L'any 2011 també es va desxifrar el transcriptoma d'una espècie. Algunes espècies d'Anabaena s'utilitzen com a fertilitzant natural en camps d'arròs. Potencialment poden ser un biocombustible

## Taxonomia
- Anabaena aequalis
- Anabaena affinis
- Anabaena angstumalis
  - Anabaena angstumalis angstumalis
  - Anabaena angstumalis marchica
- Anabaena aphanizomendoides
- Anabaena azollae
- Anabaena bornetiana
- Anabaena catenula
- Anabaena circinalis
- Anabaena confervoides
- Anabaena constricta
- Anabaena cycadeae
- Anabaena cylindrica
- Anabaena echinispora
- Anabaena felisii
- Anabaena flosaquae
  - Anabaena flosaquae flosaquae
  - Anabaena flosaquae minor
  - Anabaena flosaquae treleasei
- Anabaena helicoidea
- Anabaena inaequalis
- Anabaena lapponica
- Anabaena laxa
- Anabaena lemmermannii
- Anabaena levanderi
- Anabaena limnetica
- Anabaena macrospora
  - Anabaena macrospora macrospora
  - Anabaena macrospora robusta
- Anabaena monticulosa
- Anabaena oscillarioides
- Anabaena planctonica
- Anabaena raciborskii
- Anabaena scheremetievi
- Anabaena sphaerica
- Anabaena spiroides
  - Anabaena spiroides crassa
  - Anabaena spiroides spiroides
- Anabaena subcylindrica
- Anabaena torulosa
- Anabaena unispora
- Anabaena variabilis
- Anabaena verrucosa
- Anabaena viguieri
- Anabaena wisconsinense
- Anabaena zierlingii